# Angel Boris Reed
Angel Boris Reed (Fort Lauderdale (Florida), 2 augustus 1974), geboren als Angel Lynn Crownshaw, is een Amerikaanse actrice.

## Biografie
Reed heeft Spaans, Iers, Engels en Italiaans bloed van afkomst. Op vijfjarige leeftijd wist ze al dat ze model wilde worden en ze wilde ook zingen en acteren. Toen ze ging studeren deed ze drama, dans en zangkunst als keuzevakken op de Performing Arts Hight School in Florida. In 1997 verhuisde Reed naar Los Angeles om te gaan acteren, en al na twee maanden kreeg ze een rol in de televisieserie Viper. Hierna heeft ze nog in meerdere films en televisieseries gespeeld. 
Reed geniet in haar vrije tijd vooral van yoga, lezen, koken en lange autoritten maken. Reed was in juli 1996 Playmate van de maand.
Reed is op 31 december 2004 getrouwd en heeft hieruit drie kinderen. 

## Filmografie

### Films
- 2007 Backyards & Bullets – als Faith
- 2006 The Still Life – als Cindy
- 2004 The Devliants – als Cecilia
- 2004 Boa vs. Python – als Eve
- 2004 Dragon Storm – als Medina
- 2003 Epoch: Evolution – als Sondra
- 2003 Hellborn – als verpleegster
- 2003 Peak Experience – als Kat Walker
- 2002 King’s Highway – als Sonja
- 2001 March – als Karen
- 1999 Suicide Blonde – als de blonde
- 1999 Interceptors – als Jena
- 1999 Warlock III: The End of Innocence – als Lisa
- 1996 Exit – als danseres
- 1996 Always Something Better – als Kathy

### Televisieseries
Uitgezonderd eenmalige gastrollen.
- 2022 Love XO - als Marion - 2 afl.
- 1997 – 1998 Beverly Hills, 90210 – als Emma Bennett – 5 afl.